# Vetenskapsåret 1834

## Händelser
- Hermann Helmholtz menar att solens energikälla är gravitationskollaps.
- Johann Heinrich von Mädler och Wilhelm Beer publicerar Mappa Selenographica, dåtidens mest detaljerade karta över månen.
- Thomas Henderson utnämns till kunglig astronom för Skottland.
- James Paget upptäcker parasitmasken som orsakar trikinos i människans muskler.
- Félix Dujardin menar att encelliga djur tillhör en egen grupp.
- Friedrich August von Alberti ger namn åt den geologiska tidsperioden trias.
- Carl Gustav Jakob Jacobi upptäcker den roterande självgraviterande ellipsoiden.
- John Scott Russell observerar en solitär våg (soliton) i Union Canal nära Edinburgh och studerar fenomenet i en vattentank.
- Émile Clapeyron formulerar termodynamikens andra sats.
- Heinrich Lenz upptäcker Lenz lag.
- Jean Peltier upptäcker Peltiereffekten.
- Michael Faraday publicerar uppsatsen "On Electrical Decomposition", vari elektrod, anod, katod, anjon, katjon, elektrolyt och elektrolys får sina namn.

### Allmänt
- Mars - William Whewell blir (anonymt) först att publicera begreppet scientist (engelska för "vetenskapsman") i Quarterly Review, men noterar att det inte är "allmänt passande".[1]

### Matematik
- Okänt datum - Charles Babbage påbörjar bygget av "den analytiska maskinen", en mekanisk föregångare till den moderna datorn. Den kommer dock inte byggas under hans livstid.[2][3][4]

## Pristagare
- Copleymedaljen: Giovanni Plana, italiensk astronom och matematiker.
- Rumfordmedaljen: Macedonio Melloni, italiensk fysiker.
- Wollastonmedaljen: Ej utdelad [5]

## Födda
- 7 januari – Johann Philipp Reis (död 1874), tysk fysiker och uppfinnare.
- 15 januari - Frederick DuCane Godman (död 1919), brittisk entomolog och ornitolog.
- 17 januari - August Weismann (död 1914), tysk biolog.
- 7 februari – Dmitrij Mendelejev (död 1907), rysk kemist.
- 16 februari – Ernst Haeckel (död 1919), tysk zoolog.
- 17 mars - Gottlieb Daimler (död 1900), tysk ingenjör och bilpionjär.
- 30 april - John Lubbock (död 1913), brittisk biolog och arkeolog.
- 5 augusti – Ewald Hering (död 1918), tysk fysiolog.
- 22 augusti – Samuel Pierpont Langley (död 1906), amerikansk astronom.
- 15 december – Charles Augustus Young (död 1908), amerikansk astronom.

## Avlidna
- 16 februari – Lionel Lukin (född 1742), brittisk uppfinnare.
- 26 februari – Alois Senefelder (född 1771), österrikisk uppfinnare.
- 7 augusti – Joseph Marie Jacquard (född 1752), fransk uppfinnare.
- 10 oktober – Thomas Say (född 1787), amerikansk biolog.
- 27 november - Rosalie de Constant (född 1758), schweizisk naturalist och illustratör.

### Fotnoter
1. ↑  ”scientist, n.”. Oxford English Dictionary online version. Oxford University Press. March 2011. http://www.oed.com:80/Entry/172698. Läst 5 april 2011. (Prenumeration eller UK public library-medlemskap krävs)
2. ↑  Hyman, Anthony (1982). Charles Babbage: pioneer of the computer. Oxford University Press. ISBN 0-19-858170-X
3. ↑  ”Babbage's Analytical Engine, 1834-1871 (Trial model)”. Science Museum (London). Arkiverad från originalet den 20 september 2010. https://web.archive.org/web/20100920230519/http://www.sciencemuseum.org.uk/objects/computing_and_data_processing/1878-3.aspx. Läst 1 oktober 2010.
4. ↑  Palmer, Alan; Veronica (1992). The Chronology of British History. London: Century Ltd. sid. 259–260. ISBN 0-7126-5616-2
5. ↑  ”Geological Society”. Arkiverad från originalet den 5 juni 2011. https://web.archive.org/web/20110605101422/http://www.geolsoc.org.uk/gsl/society/history/page5538.html. Läst 13 april 2011.